# Смужник жовтавий
Сму́жник жовтавий (Ptiloprora meekiana) — вид горобцеподібних птахів родини медолюбових (Meliphagidae). Ендемік Нової Гвінеї. Вид названий на честь британського орнітолога і колекціонера Альберта Стюарта Міка.

## Опис
Довжина птаха становить 16-17 см. Голова і верхня частина тіла жовтувато-оливкові, поцятковані темними смугами. Верхні покривні пера крил і хвоста темно-коричневі, пера на крилах мають жовтувато-оливкові края. Нижня частина тіла світло-жовтувато-оливкова. Горло світло-жовте, живіт жовтий. Очі світло-сірі або зеленувато-сірі, дзьоб зверху чорний, знизу сірий, лапи сизи. Самці дещо більші за самиць. Представники підвиду P. m. occidentalis мають дещо більші розміри, верхня частина тіла у них зеленуватіша, забарвлення загалом світліше, а дзьоб коротший.

## Підвиди
Виділяють два підвиди:
- P. m. occidentalis Rand, 1940 — захід і центр острова;
- P. m. meekiana (Rothschild & Hartert, E, 1907) — схід острова.

## Поширення і екологія
Жовтаві смужники живуть у гірських тропічних лісах Центрального хребта Нової Гвінеї на висоті від 1500 до 2800 м над рівнем моря.